# Karl-Heinrich Heitfeld
Karl-Heinrich Heitfeld (* 3. November 1924 in Hamm) ist ein deutscher Ingenieur- und Hydrogeologe.

## Leben und Wirken
Nach seinem Abitur studierte Heitfeld Geologie an der Universität Münster, wo er auch 1952 mit der Dissertation: „Das Rotliegende und Flözleere der Gegend von Menden/Westfalen“ zum Dr. rer. nat. promovierte. Nach einigen Jahren Praxistätigkeit in der Erdölindustrie und beim Ruhrtalsperrenverein kam Heitfeld 1966 zur RWTH Aachen. Hier erlangte er noch im gleichen Jahr seine Habilitation und wurde anschließend als Privatdozent für Geologie übernommen. Etwa zur gleichen Zeit leitete Heitfeld von 1965 bis 1970 ein Beratungsbüro für Ingenieur- und Hydrogeologie. Durch seine wissenschaftlichen Arbeiten wurde Heitfeld 1967 zum maßgeblichen Begründer der deutschen Ingenieurgeologie, die heute unter anderem die Daten des Gesteinskörpers, seiner Spannungs- und Verformungseigenschaften sowie die Wirkungen des eingeschlossenen Wassers beinhaltet.
Am 1. April 1970 übertrug die RWTH Aachen ihm den Lehrstuhl für Ingenieur- und Hydrogeologie in der Fachgruppe Geowissenschaften der Fakultät für Bergbau, Hüttenwesen und Geowissenschaften. Hier lehrte und forschte er bis zu seiner Emeritierung im Jahre 1990 und übernahm darüber hinaus noch vielfältige Aufgaben in den Selbstverwaltungsgremien der Hochschule.
Nachdem Heitfeld in den frühen Jahren seiner Laufbahn sowohl an Sanierungsarbeiten für im Krieg schwer beschädigte Staudämme und Staumauern als auch an der Planung und wissenschaftlichen Vorbereitung neuer Talsperrenprojekte beteiligt war, folgten später auch Berufungen für Projekte im Ausland. Seine Mitarbeit an 25 Talsperrenbauten in Griechenland, an den Vorarbeiten für den Assuan- und Euphratstaudamm sowie an Pumpspeicherwerken in Deutschland, Irland und Taiwan machten ihn zu einem weltweit anerkannten und gefragten Fachmann in der Ingenieur- und Hydrogeologie. Darüber hinaus setzte sich Heitfeld stets für eine nachhaltige Umweltgestaltung, unter anderem durch Gründung von Deponien und die umweltgerechte Behandlung von Altlasten zum Schutze des Grundwassers, ein. Neben seinen beruflichen Verpflichtungen gehörte Heitfeld über viele Jahre als Kommissionsmitglied noch verschiedenen Gremien der Deutschen Forschungsgemeinschaft (DFG) an und trug u. a. als Gutachter in erheblichem Umfang zur Qualitätssicherung der von der DFG unterstützten Grundlagenforschung bei.

## Stiftungen
Mit mehreren Stiftungen und Preisvergaben setzt sich Heitfeld für begabte Studierende auf dem Gebiet der Geowissenschaften und für nachhaltigen Umgang mit den nicht mehr verwertbaren Ressourcen der Erde ein. So gründete er
- 1995 gemeinsam mit seiner Frau die Professor Dr. Karl-Heinrich Heitfeld-Stiftung an der RWTH Aachen. Diese zeichnet jedes Jahr junge Geowissenschaftler für besonders hervorragende Leistungen in Diplom oder Promotion aus und ermöglicht jungen Wissenschaftlerinnen und Wissenschaftlern auf dem Gebiet der Geowissenschaften eine Weiterqualifizierung an ausländischen Universitäten oder internationalen Forschungseinrichtungen. Für Dissertationen beträgt der Geldpreis je 2000 Euro, für Masterarbeiten 1000 Euro. Ferner werden Reisestipendien und Stipendien an Postgraduierte vergeben.[1]
- 1995 die Professor Karl-Heinrich Heitfeld-Stiftung unter dem Dach der GeoUnion Alfred-Wegener-Stiftung, die seitdem im Zwei- bzw. ab 1999 im Dreijahresturnus den mit 10.000 Euro dotierten Karl-Heinrich-Heitfeld-Preis für herausragende Einzelleistungen wie auch für ein herausragendes Gesamtwerkes eines Wissenschaftlers vor allem der ersten und/oder mittleren Lebens- oder Berufsphase vergibt.[2]
- 1999 die Hildegard und Karl-Heinrich Heitfeld-Stiftung der Universität Münster, die nach dem Aachener Vorbild zum Zwecke der Förderung der Geologie-Paläontologie an der Westfälischen Wilhelms-Universität Münster insbesondere durch die Vergabe von Stipendien an besonders förderungswürdige Studierende und Postgraduierte sowie zur Vergabe von Preisen an herausragende Diplomanden und Promovierende dient, wobei in der Regel hier jährlich zwei Preise zu jeweils 2500 Euro vergeben werden sollen.[3]

## Ehrungen (Auswahl)
Für seine außergewöhnlichen wissenschaftlichen Verdienste und die Förderung der Ingenieurgeologie wurde Karl-Heinrich Heitfeld mehrfach ausgezeichnet:
- 1999 Ehrendoktor der Bergakademie Freiberg
- 2003 Ehrensenator der Westfälischen Wilhelms-Universität Münster
- 2004 Ehrensenator der RWTH Aachen
- 2003 Bundesverdienstkreuz 1. Klasse

## Werke (Auswahl)
- Hydro- und baugeologische Untersuchungen über die Durchlässigkeit des Untergrundes an Talsperren des Sauerlandes. Habilitationsschrift, Geologisches Institut der RWTH Aachen, 1965
- Karl-Heinrich Heitfeld, Hans Peter Uffmann: Die Bedeutung des geologischen Aufbaus bindiger Schichten für die Bodenvergütung mittels Tiefenverdichtung. Westdeutscher Verlag, Opladen 1978, ISBN 3-531-02707-7
- Ingenieurgeologische Probleme im Grenzbereich zwischen Locker- und Festgesteinen. Springer, Berlin 1985, ISBN 3-540-15366-7
- Karl-Heinrich Heitfeld, Lutz Krapp, Torsten Böcke: Die Mechernicher Triasbucht: Eine geologisch-hydrogeologisch-wasserwirtschaftliche Studie. Westdeutscher Verlag, Opladen 1987, ISBN 3-531-03216-X
- Talsperren (= Lehrbuch der Hydrogeologie, Band 5). Gebr. Borntraeger, Berlin, Stuttgart 1991, ISBN 3-443-01009-1